# Svendborg
Svendborg este un oraș în Danemarca.